# Jaminton Intriago
Jaminton Enrique Intriago Alcívar (Flavio Alfaro, Manabí, Ecuador; 2 de julio de 1971) es un ingeniero agrónomo y político ecuatoriano que actualmente se desempeña como Asambleísta por el distrito 1 de la Provincia de Manabí.

## Primeros años
Jaminton Intriago nació en el cantón Flavio Alfaro, Manabí. Obtuvo el título de ingeniero agrónomo en la Universidad de La Habana en Cuba, donde se especializó en temas relacionados con la agricultura y el desarrollo rural.

## Carrera política
Inició su carrera política como concejal del cantón Flavio Alfaro durante el período 2000-2004. Posteriormente, ocupó el cargo de alcalde en tres períodos distintos: 2005-2009, 2009-2014 y 2019-2023. También ejerció como presidente de la Asociación de Municipalidades del Ecuador (AME) regional 4, Manabí – Galápagos, durante el período 2007-2009. En su último mandato como alcalde se negó a reconocer contratos de proyectos de la administración anterior, afirmando de que no aceptará responsabilidades ni obligaciones derivadas de esos contratos.Además, construyó un terminal terrestre para el cantón.
En julio de 2006, durante su primer mandato como alcalde de Flavio Alfaro, Intriago fue acusado de intentar manejar políticamente el nuevo hospital a través del Consejo Cantonal de Salud (Concsalud), compuesto mayormente por personas cercanas a él. Ante esto, el presidente del Comité de Salud del cantón revocó la decisión de que el municipio gestionara el hospital, y se determinó que la administración sería responsabilidad del Ministerio de Salud Pública, lo que causó retrasos en la inauguración del hospital. En noviembre de ese mismo año, también se vio envuelto en una polémica durante un conteo de votos en el Tribunal Electoral de Manabí (TPEM). Aquel incidente desató una confrontación con el vocal Jorge Lara Salomón, con acusaciones mutuas de agresión. Esta situación resultó en la detención de Intriago durante aproximadamente 20 horas, no obstante fue liberado mediante un habeas corpus.
En marzo de 2007, lideró la toma de las instalaciones de EMELMANABÍ en Flavio Alfaro debido al incumplimiento de los directivos de la entidad en la ejecución de obras, específicamente la instalación de lámparas de alumbrado público en ciudadelas y la ejecución de proyectos en comunidades beneficiadas por el convenio del Fondo de Electrificación Rural, donde también se destacó la falta de abastecimiento eléctrico en las parroquias Novillo y Zapallo.
En 2013, fue objeto de una investigación por malversación de fondos públicos destinados a obras en el Municipio de Flavio Alfaro, sin embargo fue declarado inocente por la sala penal de la Corte de Justicia de Manabí en 2018, tras una investigación de 90 días ordenada por la Fiscalía General del Estado.
El 28 de septiembre de 2022, su residencia fue objeto de disparos por parte de individuos desconocidos, mientras Intriago se encontraba en Estados Unidos. Intriago negó tener problemas con alguien y descartó motivaciones políticas en el incidente, debido a que no tenía intención de postularse a ninguna dignidad política en las elecciones seccionales del 5 de febrero de 2023.
El 3 de mayo de 2023, durante un evento en Flavio Alfaro, mientras se desempeñaba como alcalde en su tercer mandato, agredió a un policía cuando intentaba prolongar una fiesta. Intriago empujó al oficial en medio de un forcejeo, lo que llevó a otros agentes a intervenir para detenerlo. El incidente ocurrió durante un estado de excepción en la provincia de Manabí, decretado por el presidente de la república Guillermo Lasso.

### Asambleísta
En las elecciones legislativas anticipadas, llevadas a cabo el 20 de agosto de 2023, Intriago resultó electo como asambleísta por el distrito 1 de la Provincia de Manabí, representando a la alianza Unidos Somos Más, conformada por el Partido Social Cristiano y el movimiento provincial Caminantes. Tras asumir el cargo el 17 de noviembre, presidió la Comisión Permanente de Soberanía Alimentaria y Desarrollo del Sector Agropecuario y Pesquero, promoviendo iniciativas legislativas para fortalecer la política de soberanía alimentaria y apoyar a los agricultores y pescadores ecuatorianos.
El 21 de diciembre de 2023, Intriago fue uno de los 44 asambleístas que votaron a favor del juicio penal a Jorge Glas por presunto peculado en el caso de la Reconstrucción de Manabí, posterior al terremoto del 16 de abril de 2016 que afectó a la provincia.
El 27 de febrero de 2024, propuso una iniciativa, la cual fue aprobada en la sesión del pleno de la Asamblea Nacional, que consistía en exhortar al presidente constitucional de la República a declarar en emergencia al sector agropecuario y acuícola en las áreas afectadas por las inundaciones en Ecuador, además abogó por la suspensión de los procesos de ejecución coactiva de obligaciones crediticias financieras hasta antes del remate adjudicado de bienes.
El 13 de mayo de 2024, durante una sesión de la Asamblea Nacional, Intriago fue uno de los asambleístas que votaron a favor de la aprobación del proyecto de resolución para que la ministra de Ambiente, Sade Fritschi, compareciera ante el pleno de la Asamblea y explicara el proceso de obtención de licencias y permisos otorgados a la empresa Vinazin S.A., la cual tiene como accionista mayoritaria a la primera dama de Ecuador Lavinia Valbonesi, para la construcción de un proyecto inmobiliario en la zona protegida de Olón, en la provincia de Santa Elena. Este evento generó cuestionamientos sobre un posible conflicto de intereses.
El 14 de mayo de 2024, presentó un proyecto ante el pleno de la asamblea para reformar la Ley de Transporte y el Código Penal con el fin de garantizar la movilidad del sector agropecuario y pesquero, regulando el transporte por cuenta propia y permitiendo excepciones en la seguridad vehicular para estos sectores. Busca reducir multas y facilitar el desarrollo económico de las comunidades rurales.